# Gabriele Fergola
Pour les articles homonymes, voir Fergola.
Gabriele Fergola, né à Naples en 1795 et mort dans la même ville le 4 août 1845, était un mathématicien, astronome italien à l'Observatoire Royal de la Marine et professeur d'astronomie à l'Université de Naples,.

## Biographie
Gabriele Fergola est le fils de Giuseppe et Margherita Lombardi et il était le petit-fils du peintre Luigi Fergola et du mathématicien Nicola Fergola, fondateur de l'École napolitaine de géométrie qui a contribué à sa formation et qui jouissait d'une grande admiration pour ses vastes connaissances.
Il fut l'élève de Vincenzo Flauti, le mathématicien le plus connu de l'école géométrique napolitaine et en 1812 il fut admis comme élève à l'Observatoire astronomique de San Gaudioiso dirigé par Federigo Zuccari, et y resta jusqu'en 1816, achevant ses études de mathématiques, d'astronomie et de mécanique céleste. La même année, il est nommé professeur adjoint d'astronomie à l'université à la place de l'adjoint Capaccini, nommé minutant de la secrétairerie d'État par le cardinal Ercole Consalvi. En 1833, il devint professeur de la chaire d'astronomie, poste qu'il occupa jusqu'à sa mort.
Avec la réorganisation de l'Académie Royale de Marina de Naples, il fut appelé à assumer, sur proposition de Flauti, le poste de professeur adjoint d'astronomie pour les écoles d'application de l'Académie en 1817, et l'année suivante celui d'astronome adjoint à l'Observatoire de San Gaudioso devenu l'Observatoire de l'Académie, dirigé par l'abbé Giuseppe Pilati.

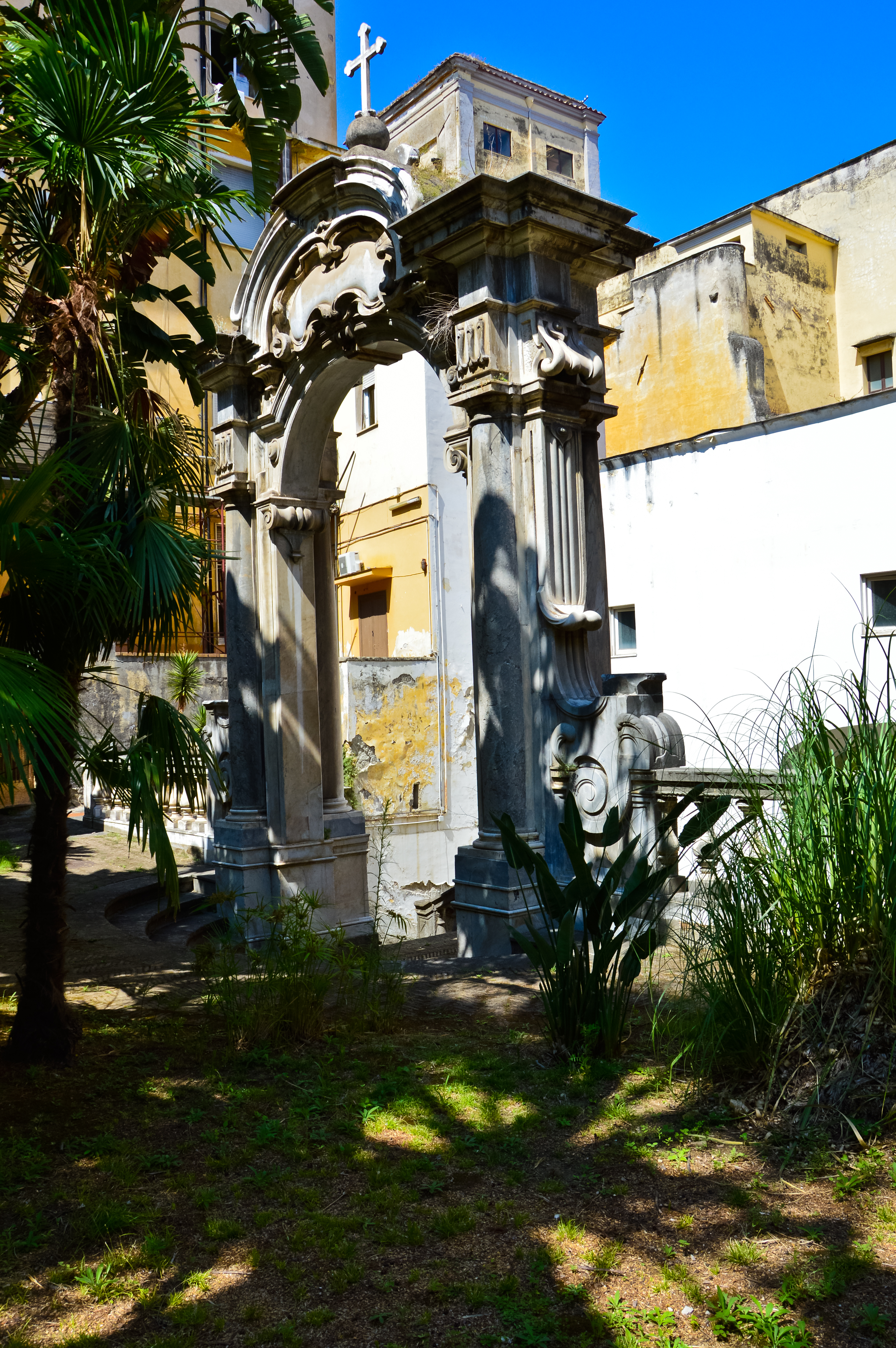
Vestiges du monastère de San Gaudioso à Caponapoli, ancien siège de l'observatoire astronomique. Au centre de la photo, l'arc d'entrée vu de l'intérieur du jardin des nouvelles cliniques universitaires, autrefois le petit cloître[11].
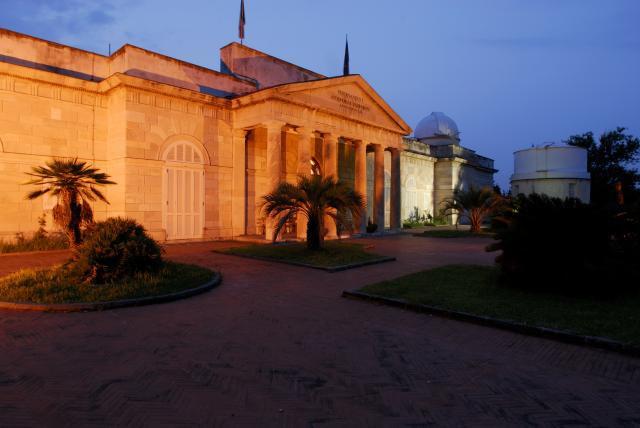
Observatoire de Capodimonte. Vue de la façade néoclassique, avec le pronaos dorique au centre et, aux extrémités latérales, les deux tourelles aux cercles répétitifs de Reichenbach.

## Œuvres
Gabriele Fergola a publié plusieurs traités de mathématiques et de physique, principalement à l'usage des étudiants de son studio privé, qui étaient intéressés à acquérir une préparation de base préparatoire aux études d'architecture ou ingénierie. Ses œuvres s'adressaient à ceux qui étaient en route pour des études «non pas dans l'idée de vouloir faire des mathématiques un métier, mais dans le seul but de les appliquer utilement à une profession».

### Manuels pédagogiques publiés

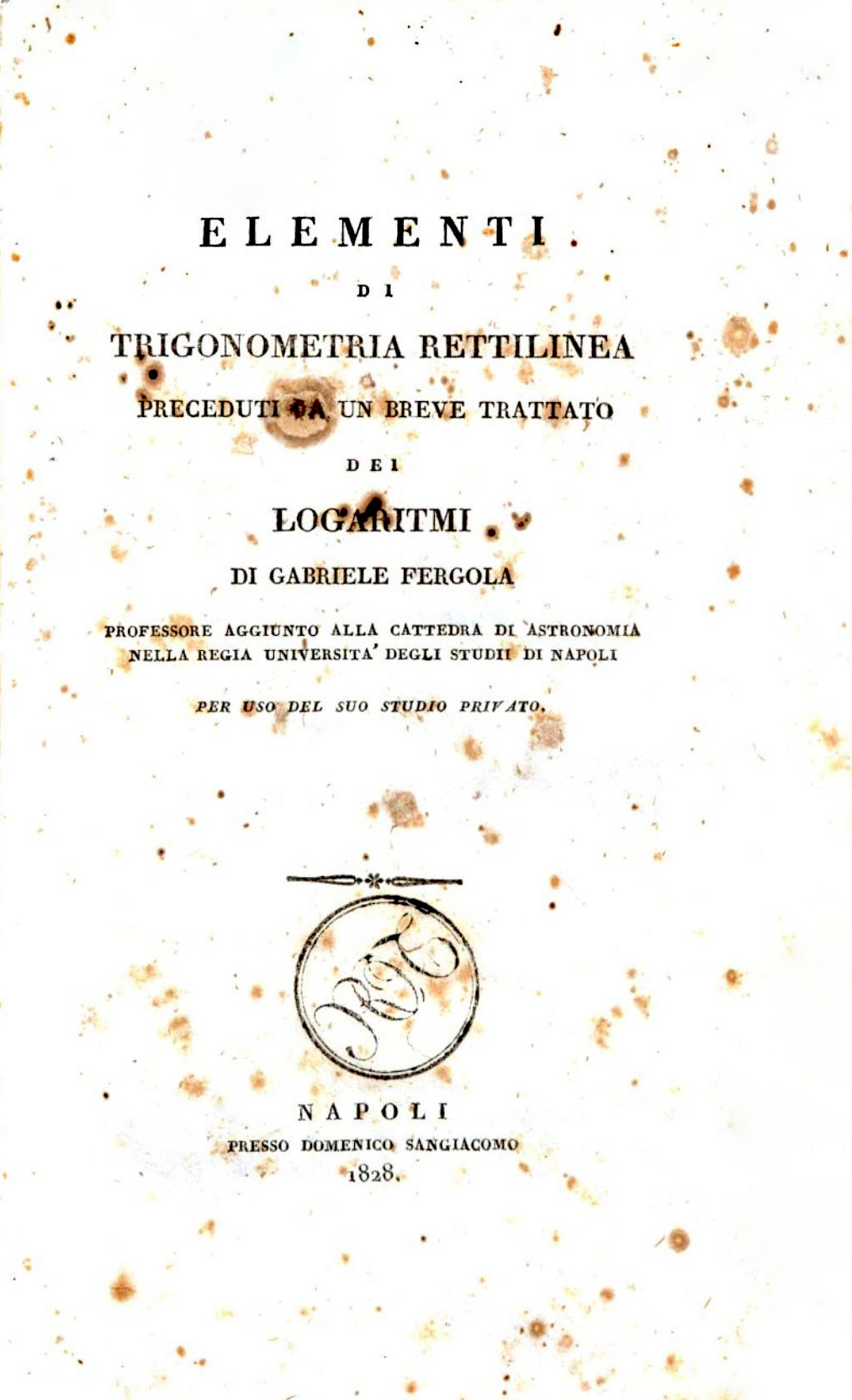
Elementi di trigonometria rettilinea, Gabriele Fergola (Napoli, 1828)

- Elementi di trigonometria rettilinea. Preceduti da un breve trattato dei logaritmi di Gabriele Fergola professore aggiunto alla cattedra di astronomia nella regia Università degli studi di Napoli per uso del suo studio privato, Tip. Domenico Sangiacomo, 1828 (lire en ligne)
- Istituzioni di aritmetica di Gabriele Fergola professore aggiunto alla cattedra di astronomia nella regia Università degli Studi di Napoli per uso del suo studio privato, Tip. Domenico Sangiacomo, 1829 (lire en ligne)
- Istituzioni di algebra di Gabriele Fergola professore aggiunto alla cattedra di astronomia nella regia Università degli Studi di Napoli per uso del suo studio privato, Tip. Domenico Sangiacomo, 1830 (lire en ligne)
- Istituzioni di fisica sperimentale di Gabriele Fergola professore aggiunto alla cattedra di astronomia nella regia Università degli Studi di Napoli per uso del suo studio privato, vol. I, Tip. Domenico Sangiacomo, 1831 (lire en ligne)
- Istituzioni di fisica sperimentale di Gabriele Fergola professore aggiunto alla cattedra di astronomia nella regia Università degli Studi di Napoli per uso del suo studio privato, vol. II, Tip. Domenico Sangiacomo, 1831 (lire en ligne)
- Istituzioni di fisica sperimentale di Gabriele Fergola professore aggiunto alla cattedra di astronomia nella regia Università degli Studi di Napoli per uso del suo studio privato, vol. III, Tip. Domenico Sangiacomo, 1832 (lire en ligne)
- Istituzioni di fisica sperimentale di Gabriele Fergola professore aggiunto alla cattedra di astronomia nella regia Università degli Studi di Napoli per uso del suo studio privato, vol. IV, Tip. Domenico Sangiacomo, 1833 (lire en ligne)
- Saggio di calcolo sublime di Gabriele Fergola professore di astronomia nella regia Università di Napoli per uso del suo studio privato, Tip. Domenico Sangiacomo, 1840 (lire en ligne)
- Istituzioni di fisica sperimentale di Gabriele Fergola professore di astronomia nella regia Università di Napoli per uso del suo studio privato, vol. I - II - III - IV, Tip. Domenico Sangiacomo, 1844 (lire en ligne)
- Istituzioni della trigonometria rettilinea e sferica, Tip. del Sebeto, 1845

## Sources d'archives
- Provincia di Napoli. Comune di Napoli. Circondario Pendino, Atti dello Stato civile. Registro degli Atti de' Morti. Dal primo Gennajo a tutto li trentuno Dicembre mille ottocento trentatre. Num. d'ordine 98. Giuseppe Fergola, 1833 (lire en ligne)
- Provincia di Napoli. Comune di Napoli. Circondario di Stella, Atti dello Stato civile. Registro degli Atti de' Morti. Dal primo Gennajo a tutto li trentuno Dicembre mille ottocento trentacinque. Num. d'ordine 12. Luigi Fergola, 1835 (lire en ligne)
- Provincia di Napoli. Comune di Napoli. Circondario S. Lorenzo, Atti dello Stato civile. Registro degli Atti de' Morti. Dal primo Gennajo a tutto li trentuno Dicembre mille ottocento quarantacinque. Num. d'ordine 1298. Gabriele Fergola, 1845 (lire en ligne)